# كأس الاتحاد 1983
كأس الاتحاد 1983 هو الموسم 21 من  كأس فيد. أقيم خلال الفترة 17 يوليو 1983 وحتى 24 يوليو 1983، وفاز فيه منتخب تشيكوسلوفاكيا لكأس فيد.